# Tsuyoshi Kawakami & His Moodmakers
『Tsuyoshi Kawakami & His Moodmakers』（ツヨシ・カワシマ・アンド・ヒズ・ムードメイカーズ）は、川上つよしと彼のムードメイカーズの1作目のオリジナルアルバム。2001年12月12日にcutting edgeよりリリースされた。

## 収録曲
1. Don't Go Breaking My Heart -Vocal-
作詞：ハル・デヴィッド／作曲：バート・バカラック
2. I Wish You Love
作曲：シャルル・トレネ & アルバート・ビーチ
3. What You Won't Do For Love (風のシルエット) -Vocal-
作詞・作曲：Bobby Caldwell & Kattner Alfons Fernando
ボビー・コールドウェルのカバー曲。
4. My Cherie Amour
作曲：スティーヴィー・ワンダー
5. Farewell Song
作曲：北原雅彦
6. One On One
作曲：ダリル・ホール
インストゥルメンタル・バージョン。ダリル・ホール&ジョン・オーツのカバー曲。
7. Sugarcane (Mystic Mood)
作曲：David Madden
8. Day Dreaming
作曲：アレサ・フランクリン
9. Don't Go Breaking My Heart
作曲：バート・バカラック
インストゥルメンタル・バージョン
10. Mojo Rock Steady
作曲：Clement "Coxsone" Dodd
11. Moodrop
作曲：川上つよし
12. Evening Moon
作曲：GAMO
13. One On One -Vocal-
作詞・作曲：ダリル・ホール